# Run and gun (basket-ball)
Pour les articles homonymes, voir Run and gun (homonymie).

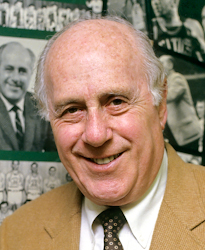
Red Auerbach, entraineur des Celtics de Boston (1950-1966), fut l'un des premiers à utiliser le run and gun.

Au basket-ball, le run and gun (« cours et tire ») est une stratégie offensive basée sur des attaques rapides et un grand nombre de tirs,,, ainsi que sur des contre-attaques,. Les équipes pratiquant le run and gun parviennent généralement à marquer beaucoup de points, mais en encaissent également beaucoup, la défense étant plus poreuse,.
Les entraineurs de NBA connus pour avoir pratiqué cette stratégie sont notamment Red Auerbach, Don Nelson, Doug Moe, Paul Westhead, Pat Riley, Mike d'Antoni et Steve Kerr.

## Technique
Le run and gun est une stratégie avant tout offensive, qui consiste à pratiquer un jeu très rapide basé notamment sur la contre-attaque, afin de prendre l'adversaire de vitesse. L'objectif des défenseurs est de récupérer la balle au rebond ou en interception, puis de courir vers le panier adverse (« run ») et tirer le plus vite possible au panier (« gun »). Cette stratégie s'oppose en cela au jeu sur demi-terrain, où les joueurs mettent calmement en place une stratégie offensive. 
Afin de maintenir un rythme de jeu élevé, certaines équipes choisissent de concéder certains paniers pour mieux se repositionner. La tactique peut se révéler inefficace si l'équipe adverse l'adopte également. En outre, le run and gun est très exigeant physiquement et nécessite des joueurs aux bonnes capacités athlétiques, et un banc performant pour faire tourner l'effectif.

## Histoire
L'entraineur de basket-ball universitaire Harold Anderson en serait l'un des inventeurs.
En NBA, la période où le run and gun était à son paroxysme est les années 1960, durant lesquelles les équipes inscrivaient 115 points par match en moyenne. Les Celtics de Boston des années 1950 et 1960 sont les premiers à développer ce style de jeu rapide et remportent onze titres de champion, sous la direction de Red Auerbach puis de Bill Russell,. Dans les années 1980, les Lakers de Los Angeles de Magic Johnson et Kareem Abdul-Jabbar développent un run and gun très spectaculaire (« Showtime era ») et remportent cinq titres de champion,. La stratégie est moins employée par la suite : autour de 2003, la moyenne de points par match atteint 95 points.
Bien que le run and gun soit réputé mettre en péril la défense de l'équipe, il est néanmoins possible de l'allier avec un fort potentiel défensif, comme les Celtics et les Lakers l'ont prouvé. L'entraineur Doug Moe, qui l'utilisa avec les Nuggets de Denver dans les années 1980, estime que l'importance des totaux de points indique la rapidité du rythme de jeu plutôt qu'une faiblesse défensive. À des fins stratégiques, son équipe pouvait ainsi concéder certains paniers pour mieux se repositionner en attaque ensuite. 
Dans le championnat universitaire américain (NCAA), Paul Westhead mit le run and gun en œuvre dans son équipe de l'université Loyola Marymount. Alors qu'il était essentiellement vu comme une stratégie offensive, Westhead y inclut des éléments défensifs. Sur le plan offensif, l'équipe doit déplacer la balle au plus vite et tirer dès que possible au panier, notamment à trois points. Sur le plan défensif, les joueurs sont amenés à mettre une pression défensive aux adversaires sur tout le terrain. En 1990, grâce à ce système, l'équipe parvint à battre Michigan State, le champion NCAA en titre, sur un score de 149 à 115. Westhead tenta de transposer sa version du run and gun en NBA, avec les Nuggets de Denver. En 1990-1991, son équipe avait une moyenne de 119,9 points marqués par match, mais également la plus importante moyenne de points encaissés de l'histoire (130,8 points). Elle détient toutefois encore aujourd'hui le record de points marqués en une seule mi-temps : 107 points contre les Suns de Phoenix en novembre 1990. 
Dans les années 2010, plusieurs équipes de NBA se sont essayées au run and gun, dont les Mavericks de Dallas, les Rockets de Houston et les Suns de Phoenix, connus pour être des utilisateurs historiques de cette stratégie. Les Warriors de Golden State, sous la direction de Steve Kerr, utilisent également cette stratégie.